# 莊柱
莊柱，常州毘陵人，清朝政治人物、進士出身，毘陵莊氏。
雍正五年，登進士二甲，改庶吉士，散馆后以大兴知县用，后为温州府知府、海防兵备道。有子庄存与（礼部侍郎）和庄培因（状元）。